# Cyrtodactylus marmoratus
Cyrtodactylus marmoratus este o specie de șopârle din genul Cyrtodactylus, familia Gekkonidae, ordinul Squamata, descrisă de Kuhl 1831. Conform Catalogue of Life specia Cyrtodactylus marmoratus nu are subspecii cunoscute.

## Galerie

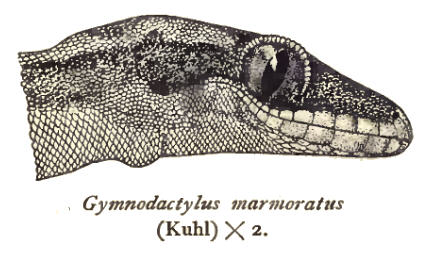
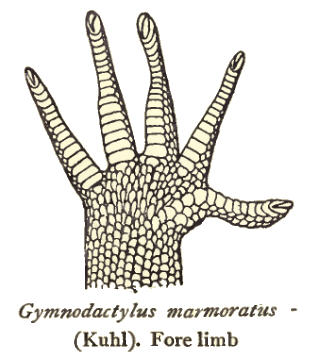